# Ottmar Liebert

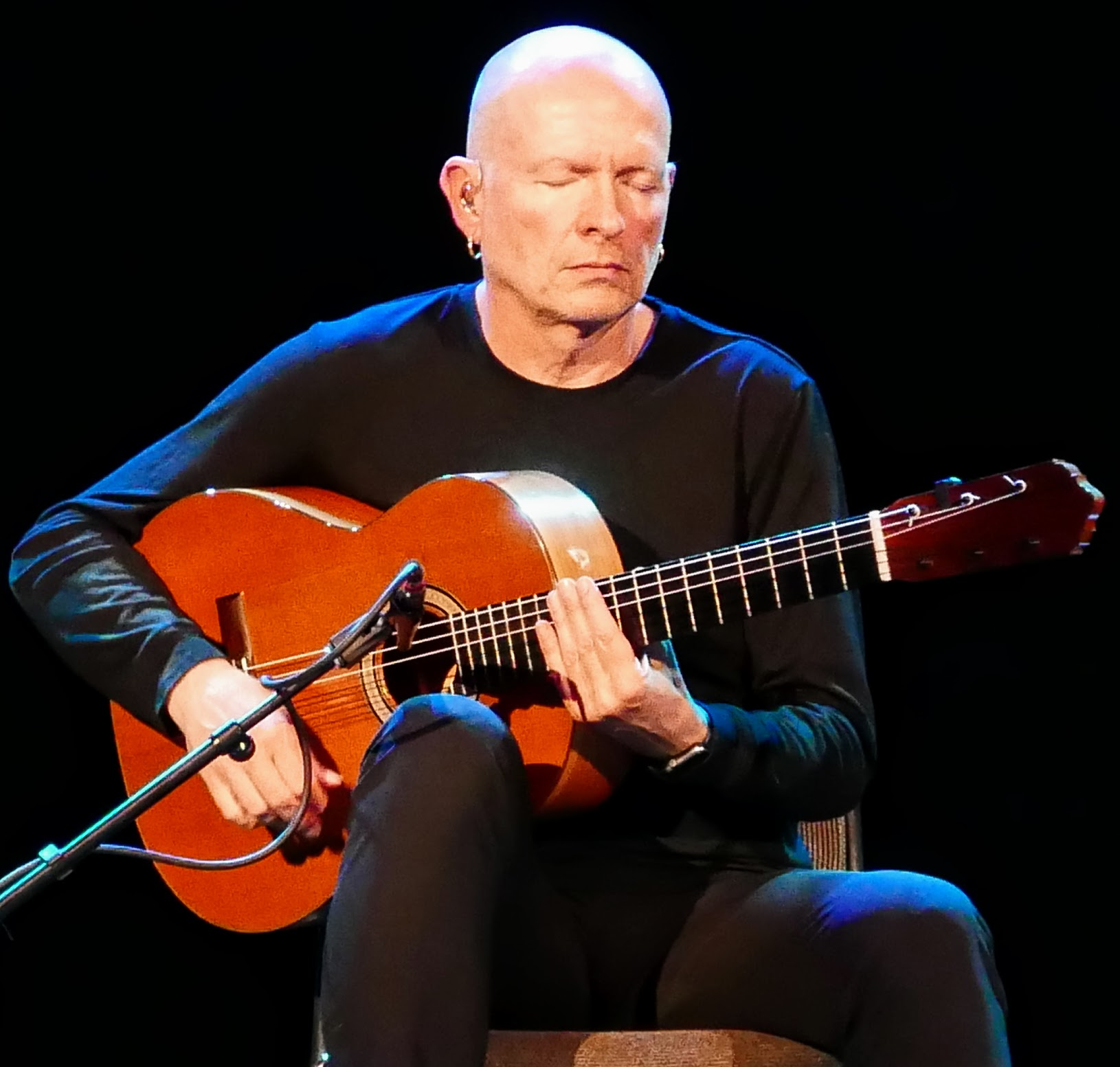
Ottmar Liebert (2018)

Ottmar Liebert (* 1. Februar 1959 in Köln) ist ein deutscher Gitarrist, Komponist und Musikproduzent, der seit den 1980er-Jahren in den USA lebt.  

## Leben und Wirken
Ottmar Liebert lebt seit 1986 in Santa Fe (New Mexico). Sein Ensemble heißt Luna Negra (‚Schwarzer Mond‘). 
2008 war er mit One Guitar für den Grammy in der Kategorie Bestes New-Age-Album nominiert. 2009 war er mit The Scent of Light erneut für den Grammy in der Kategorie Bestes New-Age-Album nominiert. Insgesamt wurde er in dieser Kategorie zwischen 1991 und 2008 mit seinen Alben fünf Mal nominiert.
Als Komponist verbindet er auf eingängige Weise unterschiedliche musikalische Einflüsse zu einem hybriden Stil, den der neuseeländische Musikjournalist Graham Reid „irgendwo zwischen spanischer Leidenschaft, klassischer Melodik und sanfter New-Age-Musik“ verortet.

## Diskografie

### Studioalben
- Marita: Shadows & Storms (1989, limitiert auf 1000 Exemplare; nur verkauft in der Galerie des Künstlers Frank Howell)
- Got 2 Go (When Love Calls)
- Nouveau Flamenco (1990, US: ×4Diamant + Vierfachplatin (Latin) [4])
- Poets & Angels (1990, US: ×2Doppelplatin (Latin) )
- Borrasca (1991, US: ×4Vierfachplatin (Latin) )
- Solo Para Ti (1992, US: ×4Vierfachplatin (Latin) )
- The Hours Between Night + Day (1993, US: ×4Vierfachplatin (Latin) )
- Euphoria (1995, US: Platin (Latin))
- ¡Viva! (1995, US: ×2Doppelplatin (Latin) )
- Opium (1996, US: ×2Doppelplatin (Latin) )
- Leaning Into The Night (1997, US: Platin (Latin))
- Rumba Collection 1992-1997 (1998)
- Innamorare – Summer Flamenco (1999, US: Platin (Latin))
- Nouveau Flamenco – 1990-2000 Special Tenth Anniversary Edition (2000, US: Platin (Latin))
- Christmas + Santa Fe (2000)
- Little Wing (2001)
- In The Arms of Love (2002)
- The Santa Fe Sessions (2003)
- 3 is 4 Good Luck (2003) – Limited Edition Mini-Disc, only sold at 2003 shows and with Trilogy online (In The Arms Of Love, The Santa Fe Sessons, Nouveaumatic).
- Nouveaumatic (2003)
- La Semana (Digipak/33rd Street) (2004)
- La Semana (Limited Edition) (2004)
- Winter Rose: Music Inspired by the Holidays (2005)
- Tears in the Rain (Listening Lounge only) (2005)
- One Guitar (2006)
- Up Close (20 May 2008)
- The Scent of Light (17 June 2008)
- Petals on the Path (3. September 2010)

### Kompilationen
- Barcelona Nights: The Best Of Ottmar Liebert Volume One – Higher Octave Music (2001)
- Surrender 2 Love: The Best Of Ottmar Liebert Volume Two – Higher Octave Music (2001)
- The Best Of Ottmar Liebert – Legacy Recordings (2002)

### Singles
- Santa Fe (1993)
- Barcelona Nights (1991)
- Havana Club (1997)

### Gastbeiträge
- Kenny Loggins – Leap of Faith (1991)
- Goody’s – Lonely Chaplin (1992)
- Edith Piaf Tribute – My Legionaire (1993)
- Asiabeat – Monsoon (1994)
- Dan Siegel – Hemispheres (1995)
- Néstor Torres – Burning Whispers (1995)
- Diana Ross – Take me Higher (European Release) (1995)
- Celine Dion – Falling into You (1996)
- Lavezzimogol – Voci e Chitarre (1997)
- Leda Battisti – Leda Battisti (1998)
- James Bobchak – Sundance Flamenco (1999)
- Alan – Azul (1999)
- Chuscales – Soul Encounters/Encuentros del Alma (1999)
- Cusco – Ancient Journeys (2000)
- Jon Gagan – Transit (2004)
- Jon Gagan – Transit 2 (2006)
- Stephen Duros – Thira (2006)
- Leda Battisti – Tu, L'Amore e il Sesso (2007)

### Produktionen
- Chuscales – Soul Encounters / Encuentros Del Alma (1999)

### Videoalben
- Wide-Eyed & Dreaming (1996 [VHS] / 1999 [DVD])